# Hueso de Puerco
Hueso de Puerco är en ort i Mexiko.   Den ligger i kommunen Paraíso och delstaten Tabasco, i den sydöstra delen av landet, 600 km öster om huvudstaden Mexico City. Hueso de Puerco ligger 12 meter över havet och antalet invånare är 383.
Terrängen runt Hueso de Puerco är mycket platt. Runt Hueso de Puerco är det ganska tätbefolkat, med 108 invånare per kvadratkilometer. Närmaste större samhälle är Paraiso, 1,6 km nordost om Hueso de Puerco. Trakten runt Hueso de Puerco består huvudsakligen av våtmarker.